# Torres dels Emirats

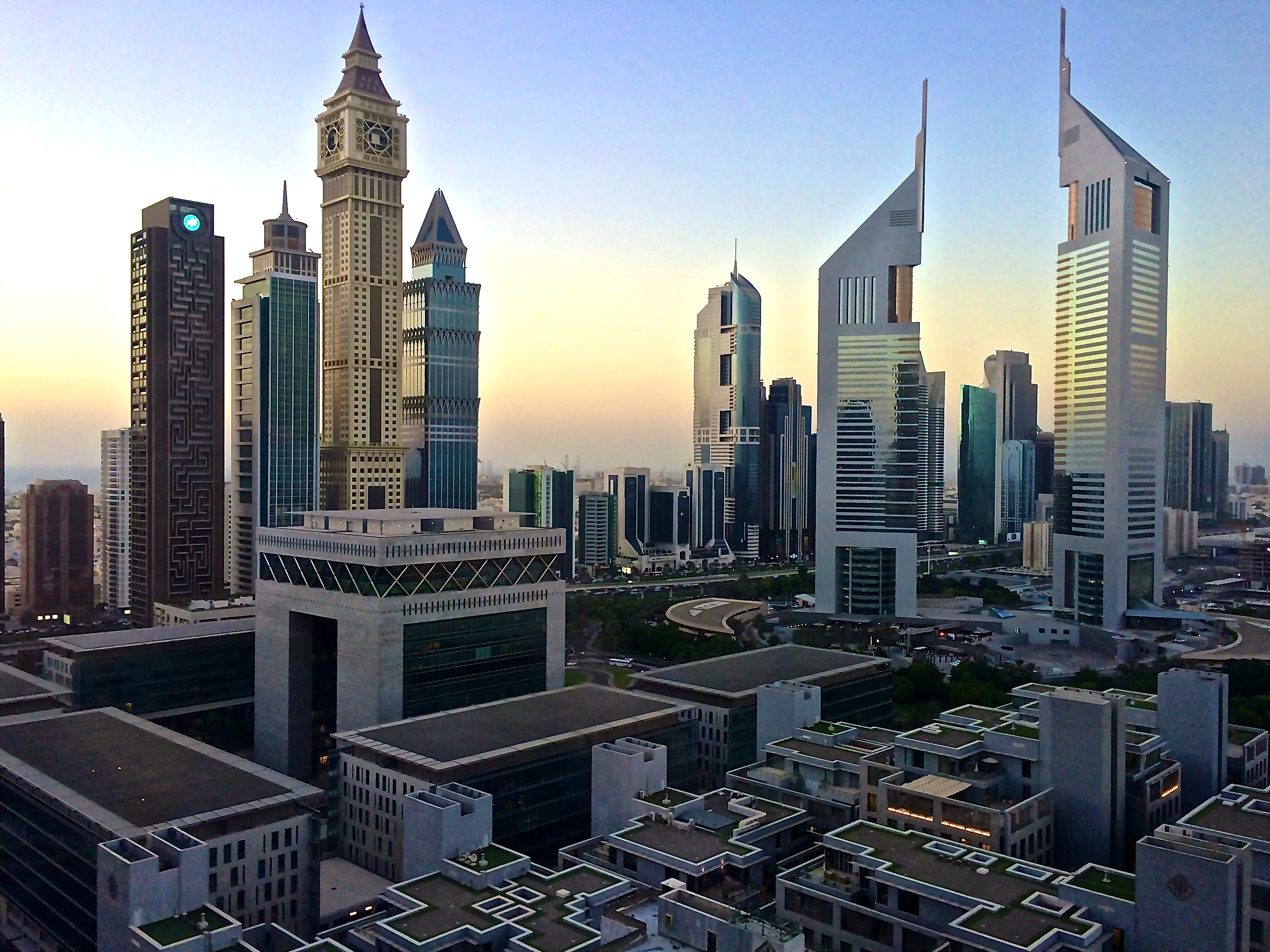
Vista de la ciutat de Dubai.

Les Torres dels Emirats és un complex d'edificis de Dubai amb dues torres semblants i germanes, però no bessones, de la ciutat de Dubai, Emirats Àrabs Units. Una és l'Emirates Office Tower i l'altra la Jumeirah Emirates Towers Hotel. El complex comercial al detall  que les connecta és el conegut com "The Boulevard" i té una superfície de 9000 m². L'edifici és propietat de Muhammad bin Rashid Al Maktum. Les dues torres, que s'eleven a 3,546 m  d'alçada fins a la punta i 2,414 m d'alçada de l'espai ocupat, respectivament, es troben com el 51è entre els edificis més alts del món i l'11è més alt de Dubai. El complex Emirates Towers es troba a la  Sheikh Zayed Road a Dubai, Emirats Àrabs Units, i és un símbol de la ciutat de Dubai. La torre d'oficines dels Emirats va ser construïda per l'ala de construcció del grup Al Ghurair Investment i l'Emirates Hotel Tower va ser construït per Ssangyong i BESIX subsidiària Six Construct. L'hotel disposa de 400 habitacions. Una curiositat del disseny és que les torres tenen un nombre similar de plantes; la torre d'oficines més alta en realitat conté 56 pisos sobre rasant, mentre que la torre de l'hotel conté 54 pisos. Això es deu al fet que les altures individuals dels pisos de la torre d'oficines són més grans que les de l'hotel. L'edifici també conté 17 ascensors a l'interior. Els terrenys d'aquestes torres són tan extensos que una de les característiques més populars de les Emirates Towers són els paons que pertanyen al proper palau de Zabeel que es deixen vagar.